# Internazionali di Tennis di San Marino 1998 - Qualificazioni singolare
Le qualificazioni del singolare  dell'Internazionali di Tennis di San Marino 1998 sono state un torneo di tennis preliminare per accedere alla fase finale della manifestazione. I vincitori dell'ultimo turno sono entrati di diritto nel tabellone principale. In caso di ritiro di uno o più giocatori aventi diritto a questi sono subentrati i lucky loser, ossia i giocatori che hanno perso nell'ultimo turno ma che avevano una classifica più alta rispetto agli altri partecipanti che avevano comunque perso nel turno finale.
Le qualificazioni del torneo Internazionali di Tennis di San Marino 1998 prevedevano 23 partecipanti di cui 4 sono entrati nel tabellone principale.

## Teste di serie
1. Luis Morejon (Qualificato)
2. Davide Scala (Qualificato)
3. Giorgio Galimberti (ultimo turno)

1. Gianluca Luddi (secondo turno)
2. Pietro Angelini (Qualificato)
3. Massimo Valeri (secondo turno)
4. Leonardo Azzaro (ultimo turno)

## Qualificati
1. Mariano Hood
2. Luis Morejon

1. Davide Scala
2. Pietro Angelini

## Tabellone

### Legenda
| - Q = Qualificato - WC = Wild card - LL = Lucky loser | - ALT = Alternate - SE = Special Exempt - PR = Protected Ranking | - w/o = Walkover - r = Ritirato - d = Squalificato |

### Sezione 1
|  | Primo turno      | Primo turno      | Primo turno      | Primo turno | Primo turno |  |  | Secondo turno | Secondo turno    | Secondo turno    | Secondo turno | Secondo turno |   |   | Ultimo turno     | Ultimo turno     | Ultimo turno     | Ultimo turno | Ultimo turno |  |
|  |                  |                  |                  |             |             |  |  |               |                  |                  |               |               |   |   |                  |                  |                  |              |              |  |
|  |                  |                  |                  |             |             |  |  |               |                  |                  |               |               |   |   |                  |                  |                  |              |              |  |
|  |                  |                  |                  |             |             |  |  | 1             | Enrico Casadei   | Enrico Casadei   | 3             | 1             |   |   |                  |                  |                  |              |              |  |
|  | Andrea Grasselli | Andrea Grasselli | Andrea Grasselli | 7           | 6           |  |  |               | Andrea Grasselli | Andrea Grasselli | 6             | 6             |   |   |                  |                  |                  |              |              |  |
|  | Jack Waite       | Jack Waite       | Jack Waite       | 5           | 4           |  |  |               |                  |                  |               |               |   |   | Andrea Grasselli | Andrea Grasselli | Andrea Grasselli | 3            | 4            |  |
|  | Mariano Hood     | Mariano Hood     | 6                | 4           | 6           |  |  |               |                  | Mariano Hood     | Mariano Hood  | Mariano Hood  | 6 | 6 |                  |                  |                  |              |              |  |
|  | Paolo Pambianco  | Paolo Pambianco  | 3                | 6           | 2           |  |  |               | Mariano Hood     | Mariano Hood     | 6             | 6             |   |   |                  |                  |                  |              |              |  |
|  |                  |                  |                  |             |             |  |  | 7             | Massimo Valeri   | Massimo Valeri   | 3             | 0             |   |   |                  |                  |                  |              |              |  |
|  |                  |                  |                  |             |             |  |  |               |                  |                  |               |               |   |   |                  |                  |                  |              |              |  |

### Sezione 2
|  | Primo turno     | Primo turno     | Primo turno     | Primo turno | Primo turno |  |  | Secondo turno | Secondo turno   | Secondo turno   | Secondo turno   | Secondo turno   |   |   | Ultimo turno | Ultimo turno | Ultimo turno | Ultimo turno | Ultimo turno |  |
|  |                 |                 |                 |             |             |  |  |               |                 |                 |                 |                 |   |   |              |              |              |              |              |  |
|  |                 |                 |                 |             |             |  |  |               |                 |                 |                 |                 |   |   |              |              |              |              |              |  |
|  |                 |                 |                 |             |             |  |  | 2             | Luis Morejon    | Luis Morejon    | 6               | 7               |   |   |              |              |              |              |              |  |
|  | Daniel Orsanic  | Daniel Orsanic  | Daniel Orsanic  | 6           | 6           |  |  |               | Daniel Orsanic  | Daniel Orsanic  | 1               | 5               |   |   |              |              |              |              |              |  |
|  | Andrea Ciceroni | Andrea Ciceroni | Andrea Ciceroni | 2           | 3           |  |  |               |                 |                 |                 |                 |   |   | 2            | Luis Morejon | Luis Morejon | 6            | 6            |  |
|  | 1               | Enrico Casadei  | Enrico Casadei  | 6           | 6           |  |  |               |                 | 8               | Leonardo Azzaro | Leonardo Azzaro | 4 | 3 |              |              |              |              |              |  |
|  |                 | Arrigo Ghiselli | Arrigo Ghiselli | 2           | 2           |  |  | 1             | Enrico Casadei  | Enrico Casadei  | 6               | 0               |   |   |              |              |              |              |              |  |
|  |                 |                 |                 |             |             |  |  | 8             | Leonardo Azzaro | Leonardo Azzaro | 7               | 6               |   |   |              |              |              |              |              |  |
|  |                 |                 |                 |             |             |  |  |               |                 |                 |                 |                 |   |   |              |              |              |              |              |  |

### Sezione 3
|  | Primo turno        | Primo turno        | Primo turno        | Primo turno | Primo turno |  |  | Secondo turno | Secondo turno     | Secondo turno     | Secondo turno | Secondo turno |   |   | Ultimo turno | Ultimo turno | Ultimo turno | Ultimo turno | Ultimo turno |  |
|  |                    |                    |                    |             |             |  |  |               |                   |                   |               |               |   |   |              |              |              |              |              |  |
|  |                    |                    |                    |             |             |  |  |               |                   |                   |               |               |   |   |              |              |              |              |              |  |
|  |                    |                    |                    |             |             |  |  | 3             | Davide Scala      | Davide Scala      | 6             | 6             |   |   |              |              |              |              |              |  |
|  | Gregory Zavialoff  | Gregory Zavialoff  | Gregory Zavialoff  | 6           | 6           |  |  |               | Gregory Zavialoff | Gregory Zavialoff | 3             | 3             |   |   |              |              |              |              |              |  |
|  | William Forcellini | William Forcellini | William Forcellini | 2           | 0           |  |  |               |                   |                   |               |               |   |   | 3            | Davide Scala | Davide Scala | 7            | 6            |  |
|  | Libor Němeček      | Libor Němeček      | Libor Němeček      | 6           | 6           |  |  |               |                   |                   | Libor Němeček | Libor Němeček | 5 | 3 |              |              |              |              |              |  |
|  | Domenico Vicini    | Domenico Vicini    | Domenico Vicini    | 2           | 0           |  |  |               | Libor Němeček     | Libor Němeček     | 2             | 2             |   |   |              |              |              |              |              |  |
|  |                    |                    |                    |             |             |  |  | 5             | Gianluca Luddi    | Gianluca Luddi    | 6             | 6             |   |   |              |              |              |              |              |  |
|  |                    |                    |                    |             |             |  |  |               |                   |                   |               |               |   |   |              |              |              |              |              |  |

### Sezione 4
|  | Primo turno         | Primo turno         | Primo turno         | Primo turno | Primo turno |  |  | Secondo turno | Secondo turno      | Secondo turno      | Secondo turno   | Secondo turno   |   |   | Ultimo turno | Ultimo turno       | Ultimo turno       | Ultimo turno | Ultimo turno |  |
|  |                     |                     |                     |             |             |  |  |               |                    |                    |                 |                 |   |   |              |                    |                    |              |              |  |
|  |                     |                     |                     |             |             |  |  |               |                    |                    |                 |                 |   |   |              |                    |                    |              |              |  |
|  |                     |                     |                     |             |             |  |  | 4             | Giorgio Galimberti | Giorgio Galimberti | 6               | 6               |   |   |              |                    |                    |              |              |  |
|  | Julian Vespan       | Julian Vespan       | Julian Vespan       | 6           | 6           |  |  |               | Julian Vespan      | Julian Vespan      | 4               | 1               |   |   |              |                    |                    |              |              |  |
|  | Giovanni Lelli Mami | Giovanni Lelli Mami | Giovanni Lelli Mami | 2           | 3           |  |  |               |                    |                    |                 |                 |   |   | 4            | Giorgio Galimberti | Giorgio Galimberti | 3            | 0            |  |
|  |                     |                     |                     |             |             |  |  |               |                    | 6                  | Pietro Angelini | Pietro Angelini | 6 | 6 |              |                    |                    |              |              |  |
|  |                     |                     |                     |             |             |  |  |               | Ronny Capra        | Ronny Capra        | 1               | 3               |   |   |              |                    |                    |              |              |  |
|  |                     |                     |                     |             |             |  |  | 6             | Pietro Angelini    | Pietro Angelini    | 6               | 6               |   |   |              |                    |                    |              |              |  |
|  |                     |                     |                     |             |             |  |  |               |                    |                    |                 |                 |   |   |              |                    |                    |              |              |  |